# Ханахан (Јужна Каролина)
Ханахан (енгл. Hanahan) град је у америчкој савезној држави Јужна Каролина.

## Демографија
По попису из 2010. године број становника је 17.997, што је 5.06 (39,1%) становника више него 2000. године.
| Група             | 2000.          | 2010.          |
| Белци             | 10.362 (80,1%) | 12.748 (70,8%) |
| Афроамериканци    | 1.645 (12,7%)  | 2.494 (13,9%)  |
| Азијати           | 264 (2,0%)     | 620 (3,4%)     |
| Хиспаноамериканци | 410 (3,2%)     | 1.638 (9,1%)   |
| Укупно            | 12.937         | 17.997         |